# Sindicat Andalús de Treballadors
|  | «SAT» redirigeix aquí. Si cerqueu el sindicat andorrà, vegeu «Sindicat Andorrà de Treballadors». |

Sindicat Andalús de Treballadors (SAT) (castellà: Sindicato Andaluz de Trabajadores, SAT) és un sindicat andalús creat el 23 de setembre de 2007 de resultes de la unió de diferents petits sindicats rurals (un d'olivaires d'Aljarafe i un altre de Marbella), Autonomía Obrera de Cadis, Foro Sindical Andaluz i l'històric Sindicat d'Obrers del Camp (SOC) amb SITUGR (Sindicato Independiente de Trabajadores/as de la Universidad de Granada). Es declara un sindicat de classe, anticapitalista, assembleari, internacionalista, confederal i nacionalista andalús d'esquerres. Aplega uns 25.000 afiliats i el seu portaveu nacional és Diego Cañamero.